# توماس لوثر شيبرد
توماس لوثر شيبرد (بالإنجليزية: Thomas Luther Shepherd)‏ هو سياسي نيوزلندي، ولد في 1829، وتوفي في 1884. انتخب عضو مجلس النواب نيوزيلندا.